# Laguna La Paraguaya
Laguna La Paraguaya är en periodisk sjö i Argentina.   Den ligger i provinsen Buenos Aires, i den centrala delen av landet, 500 km sydväst om huvudstaden Buenos Aires. Laguna La Paraguaya ligger 97 meter över havet. Arean är 5,0 kvadratkilometer. Den sträcker sig 2,8 kilometer i nord-sydlig riktning, och 4,5 kilometer i öst-västlig riktning.
Omgivningarna runt Laguna La Paraguaya är i huvudsak ett öppet busklandskap. Runt Laguna La Paraguaya är det mycket glesbefolkat, med 2 invånare per kvadratkilometer.